# Polizeiruf 110: Totenstille
Totenstille ist ein Kriminalfilm des HR von Marc Hertel aus dem Jahr 2000 und erschien als 215. Folge der Filmreihe Polizeiruf 110. Es ist die dritte Folge mit dem Ermittlertrio Schlosser (Dieter Montag), Reeding (Chantal de Freitas) und Grosche (Oliver Stokowski).

## Handlung
Im Mittelpunkt steht der international erfolgreiche Techno-Star Robert Sennefeld alias Snuff Bobby G., der aus Los Angeles nach Offenbach zurückkehrt, um den Geburtstag seiner Mutter zu feiern. Kurz nach seiner Ankunft wird der Besitzer eines Musikstudios, Charly, tot aufgefunden. Snuff Bobby G., der mit Charly neue Musik aufnehmen wollte, gerät unter Verdacht.
Die Ermittlungen führen das Team um die Kommissare Schlosser, Reeding (die sich im Mutterschaftsurlaub befindet) und Grosche in die Offenbacher Musikszene, die von Rivalitäten und gegenseitigem Ideendiebstahl geprägt ist. Während die Ermittler zunächst Schwierigkeiten haben, in der Szene Fuß zu fassen, recherchiert Reeding auch auf eigene Faust, da sie Charly persönlich kannte und mit ihm zusammenarbeiten wollte.
Im Laufe der Handlung spitzen sich die Ereignisse zu, als alle Beteiligten auf das Dach eines Hochhauses bestellt werden, wo Alida, die Ex-Freundin des Opfers, vor einer folgenschweren Entscheidung steht. Die Folge thematisiert neben dem Mordfall auch persönliche Entwicklungen der Ermittler, insbesondere Reedings Überlegungen zu ihrer eigenen Karriere.

## Kritik
Die Kritiker der Fernsehzeitschrift TV Spielfilm gaben diesem Polizeiruf den „Daumen nach oben“ und meinten: „Techno? Ganz schön hip für einen „Tatort“!“